# لاولیزکراشینگ
لاولیزکراشینگ (به انگلیسی: lovesliescrushing) گروهٔ موسیقی امبینت و شوگیز آمریکایی مستقر در لنسینگ شرقی، میشیگان، ایالات متحده می‌باشد که در سال ۱۹۹۱ به‌وجود آمد. اعضای اصلی و اولیهٔ این گروه ملیسا آرپین-دایمسترا و اسکات کورتز (گیتار، لوپ) هستند.